# Tuberopeplus krahmeri
Tuberopeplus krahmeri là một loài bọ cánh cứng trong họ Cerambycidae.